# CCleaner
CCleaner (ранее — Crap Cleaner) — условно-бесплатная утилита с закрытым исходным кодом, которая предоставляет пользователям простой в использовании инструмент для очистки и оптимизации 32-разрядных и 64-разрядных операционных систем Windows. Утилита была создана британской частной фирмой Piriform Limited и написана на C++. По состоянию на декабрь 2012 года с официального сайта программы было совершено более 1 миллиарда загрузок.
В начале 2024 года компания Avast, владелец CCleaner, перестала оказывать услуги в России и Беларуси в связи с санкциями Евросоюза. Таким образом, CCleaner не работает на территории России и Беларуси.

## История
Первый релиз продукта CCleaner был выпущен 23 сентября 2003 года.
К версии 2.0 программа была полностью переписана с нуля и полностью совместима с 64-разрядными версиями платформ. Также частично был затронут и изменён пользовательский интерфейс, произведены оптимизационные работы для более быстрого запуска и стабильной работы утилиты.
Начиная с версии 2.19.901 CCleaner также позволяет удалять точки восстановления системы.
В версии 2.25.1025 (26 октября 2009 года) впервые была добавлена поддержка Windows Server 2008 R2.
В версии 3.0 утилита CCleaner получает ряд дополнительных функций, в числе которых есть опция, которая позволяет очищать свободное дисковое пространство, содержимое жёстких дисков и сменных носителей информации. Частично был изменён графический интерфейс пользователя, логотип и иконка приложения. Разработчики улучшили поддержку для 64-битных операционных систем Microsoft Windows.
В июле 2017 года компания Avast объявила о покупке Piriform, разработчика CCleaner. После покупки Avast внедрила неотключаемую функцию сбора данных.
Версия 5.64.7613 (3 марта 2020 года) стала последней для Windows XP и Windows Vista.
В версии 5.82.8950 (17 июня 2021 года) была представлена встроенная функция обновления драйверов системы.

### Уход из России
С 30 января 2024 года программа официально прекратила свою работу на территории России. При запуске программы на данной территории появляется ошибка следующего содержания и CCleaner завершает свою работу:
Этот продукт запрещено использовать в вашем месте пребывания.

## Описание
Утилита предназначена для очистки потенциально нежелательных или нерабочих файлов, временных файлов Интернета, созданных популярными браузерами или программами, а также для очистки неверных расширений типов файлов, отсутствующих приложений или недействительных записей в реестре Windows.

### Безопасность
Microsoft не поддерживает использование средств очистки реестра. Microsoft не может гарантировать, что проблемы, возникшие в результате использования утилиты очистки реестра, могут быть решены. Проблемы, вызванные этими утилитами, в том числе и CCleaner, могут оказаться неустранимыми, а потерянные данные не подлежат восстановлению.
CCleaner, как утилита очистки реестра, предполагает, что реестр нуждается в регулярном обслуживании или очистке. Однако при неправильном изменении реестра
могут возникнуть серьёзные проблемы. Эти проблемы могут потребовать от пользователей переустановки операционной системы из-за её нестабильности. Microsoft не может гарантировать, что эти проблемы можно решить без переустановки операционной системы.
Некоторые пользователи сообщали разработчикам CCleaner, что вирусы или вредоносные программы могли запрещать производить сканирование, а также препятствовали запуску программы. В некоторых случаях Piriform рекомендовала пользователям обновить последние базы данных сигнатур своего антивирусного программного обеспечения и осуществить полное сканирование операционной системы. Также самые неопытные пользователи, забыв о том, что в настройках приложения установлена опция «Закрывать программу после очистки», были испуганы тем, что после сканирования и анализа системы с помощью CCleaner последняя автоматически закрывалась.

### Инструменты
Первый инструмент CCleaner, который является главной особенностью программы, — это «Очистка». Эта категория делится на две группы, первая — это «Windows», а другая — «Приложения».
Группа «Windows» отвечает за чистку операционной системы, с помощью неё можно выполнить такие действия, как:
- Internet Explorer. Удаление файлов, которые были прописаны в Internet Explorer за время работы в Интернете, в числе которых имеются файлы cookies, пути последних загрузок в систему, историю посещённых веб-сайтов, автозаполнение форм, файлы Index.dat, список всех посещённых сайтов, сохранённые пароли и многое другое;
- Проводник Windows. Анализ и очистка буфера обмена, временных файлов, дампа памяти, корзины, файлов журналов, кэша DNS, ярлыков главного меню и рабочего стола, отчётов об ошибках, фрагментов файлов CHKDSK и прочее;
- Система. Произвести очистку проводника Windows. Удаление всех временных файлов, кэша эскизов, введённых данных в стандартную программу запуска приложений «Выполнить», недавних файлов, а также прочих недавних объектов в Проводнике;
- Прочее. Дополнительные возможности программы, которые позволяют произвести очистку свободного места на диске, список недавних программ, ISS, кэша области уведомлений/размеров окон/очерёдности меню, устаревших выборок и многое другое.

Группа «Приложения» отвечает за поиск и очистку операционной системы после работы с популярными приложениями, с помощью неё можно выполнить такие действия, как:
- Firefox/Mozilla. Эти параметры чистки практически идентичны параметрам очистки Internet Explorer в группе «Windows», позволяя детально очищать браузер Mozilla Firefox от сообщества Mozilla.
- Opera. Параметры для безопасной очистки браузера Opera и всё, что с ним связано.
- Приложения. В эту категорию разработчики Piriform включили одни из самых популярных приложений, которые используют пользователи на своих компьютерах, в числе которых имеются Adobe Acrobat, Adobe Photoshop, Microsoft Office, Paint.NET, Notepad++ и многие другие.
- Интернет. В эту категорию вложены популярные приложения для работы в сети Интернет, в числе которых присутствуют Free Download Manager, BitTorrent, Java и μTorrent.
- Мультимедиа. В эту группу вложены приложения для работы с мультимедиа на компьютере, в числе которых Adobe Flash Player, KMplayer, Media Player Classic, Проигрыватель Windows Media и Winamp.
- Утилиты. Очистка некоторых популярных приложений, большинство которых установлены почти на каждом компьютере, такие, как программа-эмулятор DAEMON Tools, файловый архиватор WinRAR и Защитник Windows.
- Windows. В этой группе находятся, в основном, встроенные в операционную систему Microsoft Windows утилиты, такие, как RegEdit, Microsoft Paint, Game Explorer, WordPad.

Второй инструмент, который входит в приложение CCleaner, предназначен для сканирования и поиска ошибок в системном реестре Windows от проблематичных файлов или файлов, которые не используются системой или пользователем. Всё сканирование происходит по следующим параметрам, в числе которых «Отсутствующие общие DLL», «Неверные расширения файлов», «Ошибки ActiveX и Class», «Библиотеки типов», «Приложения», «Шрифты», «Пути приложений», «Файлы справки», «Неверные записи установщика», «Отсутствующие приложения», «Автозагрузка», «Упорядочивание меню Пуск», «Временные файлы MUI», «Звуковые события», «Службы Windows». Интерфейс программы позволяет снять флажок напротив какого-либо элемента в категории «Реестр», в этом случае сканирование не будет происходить в N-ветке реестра. До начала анализа системного реестра CCleaner позволяет создать точку восстановления, чтобы осуществить обратный откат, если система будет работать со сбоями.
При щелчке мыши на некоторых элементах, которые пользователь хочет очистить, появляется всплывающее окно с кратким информированием и описанием, что произойдёт в случае очистки. Подобные сообщения можно отключить в настройках программы. Все элементы списка внутри группы недоступны до тех пор, пока не будет выделен её родительский элемент. Чтобы выделить все объекты в группе, можно щёлкнуть один раз по иконке.
Что примечательно, в утилите можно создать исключения, которые будут отсеиваться во время чистки операционной системы от ненужных файлов. К тому же программа может просто произвести детальный анализ системы без удаления установленных пользователем задач с последующим выводом списка сведений об удаляемых файлах и их занимаемым в системе дисковым пространством.
Несмотря на то, что графический интерфейс программы спроектирован так, что в нём сможет разобраться не только опытный пользователь, но и новичок, разработчики создали справочную систему. Справка не включена в стандартный дистрибутив и не поставляется вместе с ним, но всегда доступна любому желающему пользователю, который подключён к Интернету. Ссылка на веб-страницу онлайн-справки расположена внизу слева рабочего окна CCleaner.
Ко всему прочему, утилита CCleaner позволяет создавать «Включения», это файлы, которые выберет собственноручно пользователь из системы, после чего программа будет всегда их удалять при анализе системы, а также создавать «Исключения», это те файлы, которые не будут затронуты при очистке системы. Помимо файлов, которые задействует пользователь для включения или исключения, утилита CCleaner позволяет отсеивать от очистки файлы cookies от популярных браузеров Интернета или Flash-модулей, позволяя оперативно вводить расширения файлов, которые нельзя будет удалить при анализе и очистке.
По желанию пользователя в настройках программы можно установить такие опции, как осуществление очистки при включении компьютера, добавить новые пункты в контекстное меню Корзины Windows, которые будут отвечать за запуск и очистку CCleaner, а также установить режим очистки, «обычное удаление» (быстрый анализ) или «безвозвратное стирание» (длительный анализ).
Для полнофункциональной работы утилиты в операционной системе пользователь должен в идеале обладать правами администратора. Под ограниченной учётной записью утилита может также запускаться и работать, но некоторые файлы не могут быть удалены при очистке.

### Параметры запуска командной строки
Существует три параметра командной строки, которые можно использовать, когда CCleaner запущена. Пользователь может использовать их в пакетных файлах, ярлыках или планировщике заданий для автоматизации операций совместно с CCleaner. К примеру, можно установить автоматический запуск утилиты каждый день в 12 часов.
- /AUTO — запуск очистки при загрузке Windows, а потом закрытие программы.
- /AUTO /SHUTDOWN — запуск очистки с последующим выключением компьютера.

При запуске утилиты из командной строки с параметром /AUTO в CCleaner не работает «Чистильщик Реестра».

### Подключаемые модули
Утилита может подключать динамические библиотеки, иначе называемыми плагинами, которые, в свою очередь, позволяют расширить некоторые возможности CCleaner.
- CCEnhancer[17] — этот плагин осуществляет полную поддержку более 900 популярных программ для Windows с их дальнейшей очисткой.

Совместно с инсталляционным дистрибутивом дополнительные модули не распространяются.

### Настройки
Как правило, CCleaner хранит свои собственные настройки в реестре Windows. Но если пользователь хочет управлять этими параметрами с помощью сценариев, тогда можно сохранять параметры в файле инициализации ccleaner.ini, который будет размещён в папке CCleaner.
CCleaner использует INI-файлы для сохранения настроек программы, чтобы определить, какие параметры Windows, а также установленные приложения для очистки следует сканировать и чистить. Подобные параметры могут быть легко изменены, так как хранятся в виде простого текста в корневом каталоге программы и могут просто редактироваться с помощью текстового редактора или обрабатываться с помощью сценариев программы. Метод использования CCleaner.ini может оказаться очень полезным, если пользователь использует портативную версию утилиты для переноса и работы программы на другой компьютер без потери сохранённых параметров.
CCleaner позволяет принудительно включить использование CCleaner.ini, для этого в корневом каталоге программы нужно создать файл «portable.dat», и прописать внутри него #PORTABLE#.
CCleaner позволяет запускать скрипты Visual Basic во время процесса очистки. Для выполнения подобных действий рекомендуется разместить скрипты в папке утилиты, а для запуска VBScript следует добавить в строку CCleaner.ini следующий текст — ScriptKey1 = test.vbs. Если скрипт находится не в корневом каталоге, следует использовать полный путь — ScriptKey1 = C:\test.vbs.
Если создать файл инициализации «Winapp2.ini» можно будет добавлять записи для нового программного обеспечения. Если создать файл «Winapp1.ini», тогда в этом случае будет произведена замена всех стандартных приложений, которые включены в дистрибутив утилиты.
Также можно создать файлы «Winsys1.ini» и «Winsys2.ini», первый из которых содержит встроенные стандартные компоненты для очистки, а во второй можно добавить новые области файлов Windows или системного реестра для очистки.

### Конкуренты
Windows предоставляет стандартный инструмент «Очистка диска», принцип действия которого ничем не отличается от CCleaner.
По мнению редактора Softpedia Алекса Мурадина (англ. Alex Muradin), утилита Registry Mechanic в обзоре является более продуктивным решением для обслуживания реестра, чем CCleaner.
В 2022 году, стало известно что Microsoft разрабатывает собственный аналог CCleaner под названием PC Manager.

## Версии
На февраль 2022 года существует шесть официальных версий CCleaner, в число которых входят такие издания, как:
- Free — бесплатная редакция утилиты. Лишена всех возможностей редакции Professional.
- Professional — идёт совместно в комплекте с приоритетной технической поддержкой. Также включает в себя систему обновления драйверов, проверку здоровья компьютера, обновление установленных программ, чистку по расписанию. Подходит для индивидуальных лиц для использования на домашних компьютерах.
- Professional Bundle — всё то же самое, что в редакции Professional, но в комплект ещё входят программы: Recuva для восстановления удалённых файлов, Defraggler для дефрагментации жёсткого диска и Speccy, которая предоставляет системную информацию о компьютере.
- Business Edition — бизнес-издание может быть использовано различными компаниями на рабочих компьютерах для коммерческого использования. Разработчики предоставляют бизнес-поддержку для предпринимателей совместно в комплекте с дистрибутивом.
- Technician Edition — версия программы для индивидуальных компаний, которые занимаются ремонтом компьютеров. Редакция включает в себя все программы из редакции Professional Bundle.
- CCleaner Cloud — сетевая версия программы для оптимизации работы в корпоративных сетях любой величины. Имеет возможность удалённого управления, формирование аудиторского отчёта, удалённую установку программ.

### Переносимое приложение
CCleaner Portable — это специальная версия CCleaner, предназначенная для работы со сменных носителей информации, таких, как USB флеш-диск, Memory Stick, iPod/MP3, а также плееров и прочих устройств.
В переносимой версии приложения используется файл portable.dat для сохранения настроек, который находится в папке приложения. Если подобный файл не будет найден, то утилита будет сохранять свои параметры в CCleaner.ini. Содержимое файла portable.dat не имеет значения, CCleaner позволяет создать самостоятельно пустой файл.

### CCleaner for Mac
После того, как версия CCleaner для PC получила большую популярность и положительные отзывы среди пользователей Windows, разработчики не оставили этот факт без должного внимания и выпустили версию для операционной системы macOS.
Изначально программный продукт находился на стадии бета-тестирования и в первую очередь был предназначен для более опытных пользователей, так как содержал ошибки и недоработки. Настоящая версия продукта поддерживает работу с браузерами Mozilla Firefox, Google Chrome и Safari, умеет удалять cookies, кэш, историю посещённых веб-сайтов, временные файлы, а также имеет интернациональную поддержку языков.
CCleaner для macOS работает только на Apple Mac с версии OS X El Capitan и выше.

### CCleaner for Android
8 марта 2013 года на официальном сайте Piriform появилась новость, что началась активная разработка утилиты для операционной системы Android. Бета-тестирование проходило только среди разработчиков внутри компании. В июне 2014 года финальная версия появилась на Google Play.
Функции отличаются от версии для PC. Очистка кэша приложений, папки загрузок, история браузера, содержимое буфера обмена, удаление программ, очистка RAM.

### Сетевая версия
Также существует издание сетевой версии продукта под названием CCleaner Cloud (бывшая редакция Network Edition). Данная версия продукта предназначена для очистки и дефрагментации жёстких дисков по сети. Продукт предназначен для высококвалифицированных специалистов в области IT и системных администраторов, которые хотят значительно улучшить производительность рабочих станций, а также оптимизировать работу всей сети. Утилита CCleaner Cloud объединяет в себе линейку двух популярных продуктов от Piriform — CCleaner и Defraggler. Подобные инструменты, которые встроены в приложение, гарантируют стабильную и быструю работу компьютера после безопасного удаления ненужных файлов в системе, а также дефрагментации данных на жёстком диске. К тому же после анализа и очистки системы утилита делает браузеры и настольные программы в операционных системах Windows не только значительно быстрее, но и исключает возможность утечки важных персональных данных по сети. Утилита оснащена удобным в работе и гибким в настройках администраторским интерфейсом, который без особых хлопот позволяет реализовать развёртывание программного продукта на целевых сетевых системах и управлять их функциями. Хотя для полнофункциональной работы утилиты в операционной системе пользователь так же, как и в обычной версии CCleaner, должен обладать правами администратора, чтобы самостоятельно запускать инструменты для очистки и дефрагментации на сетевых системах, которые доступны в сети. Все данные обрабатываются и передаются по сети в строго зашифрованном виде, а для управления каждой индивидуальной клиентской системой предусмотрена персональная копия администраторского клиента.

#### Некоторые особенности
- Оптимизация всей сети с помощью одного компьютера.
- Модуль Admin Client для осуществления сканирования всей сети в поисках неохваченных систем для дальнейшей установки на каждую из найденных пользовательских модулей User Client.
- Анализ как отдельных рабочих станций или рабочих групп, так и всей сети.
- Полная поддержка каталогов Active Directory.
- Управление одним или несколькими компьютерами одновременно.
- Шифрование данных при обмене информацией. Используется протокол TLS 1.2 для соединения, при шифровании используется AES-128.
- Поддержка сетей любой величины (от малых до больших).
- Полное управление правилами очистки[32].

### Поддельная версия
В августе 2011 года компания по производству компьютерных игр Game Factory Interactive обнаружила в Интернете поддельную версию утилиты CCleaner, которая была свободна доступна для загрузки любому пользователю и размещалась на сайте myccleaner.ru. При установке (на тот момент это была версия 3.03) поддельной версии программы на компьютере пользователя выскакивало сообщение о необходимости активации продукта по цене 5 условных единиц. Коммерческая версия CCleaner на официальном сайте разработчиков Piriform стоит 24,95 долларов. Отсюда следует, что, если попавшийся на уловку пользователь заплатит мошенникам, то в конечном итоге получит premium-версию CCleaner без поддержки. Многие антивирусные решения при попытке загрузить фальшивую программу сообщали пользователям о вредоносной программе.

### Хакерская версия
В сентябре 2017 года сотрудники Cisco Talos обнаружили вредоносный код в версии утилиты CCleaner, распространявшейся компанией Avast. Внедрённый в приложение код собирал на сервер злоумышленников информацию об имени компьютера, установленных и запущенных приложениях и позволял загружать на компьютер пользователей дополнительное вредоносное ПО. Avast оценила, что скомпрометированная версия CCleaner могла быть загружена более 2,2 миллионов раз. По данным исследователей, 11 сентября или ранее были подменены 32-битные варианты приложений CCleaner 5.33 и CCleaner Cloud 1.07.3191.
Для борьбы с отключением серверов управления вредоносным кодом атакующие применили программный алгоритм генерации доменных имён (Domain Generation Algorithm, DGA). Владелец приложения, Avast, прекратил распространение хакерской версии приложения после публикации.

### Slim-версия
Помимо стандартной комплектации CCleaner, на официальном сайте Piriform существует Slim-сборка продукта, главное отличие от других версий заключается в том, что в ней отсутствует встроенная привязка к дистрибутиву в виде панели инструментов Google Toolbar, а также браузера Google Chrome от компании Google. Подобное дополнение было встроено в стандартный дистрибутив инсталляционного пакета начиная с версии CCleaner 3.0, до этого программа распространялась совместно с панелью инструментов Yahoo! Toolbar. Установка панели инструментов и браузера является не принудительной, а опциональной. При обновлении программы Slim-вариант дистрибутива, как правило, становится доступен для скачивания несколько позже, обычно в течение недели.

## Системные требования
Утилита работает в операционных системах семейства Microsoft Windows, в частности, на Windows 7, Windows 8, Windows 8.1, Windows 10 и Windows 11, а также в операционной системе macOS.
Для работы CCleaner в операционных системах Windows NT 4, ME, 98 и 2000 разработчики рекомендуют использовать CCleaner версии 2.x.

## Переименование
В настоящее время утилита носит название CCleaner с двойной буквой «C», сами разработчики описывают подобное сокращение, как «Видеть чище», так как название английской буквы «С» звучит «си», то есть так же, как английское слово see («видеть»). Изначально программа была названа Piriform как «Crap Cleaner», но впоследствии было произведено сокращение до CCleaner. Переименовывание было сделано для того, чтобы предотвратить любое неэтичное слово, которое может хоть как-то оскорбить достоинство и честь других людей или организаций. В английском языке слово «crap» можно перевести как «дерьмо».

## Критика
В 2017 году, после приобретения Piriform компанией Avast, в версию 5.45 была добавлена неотключаемая функция сбора данных.
Microsoft неоднократно высказывалась с критикой в отношении программ очистки реестра, не рекомендуя их использовать из-за возможных серьёзных проблем, вплоть до переустановки Windows. 
Некоторые продукты, например утилиты очистки реестра, утверждают, что реестр необходимо регулярно проверять или очищать.  Однако, если с помощью таких утилит реестр меняется неправильно, могут наблюдаться серьезные проблемы. Эти проблемы могут привести к тому, что пользователю придется переустановить операционную систему из-за нестабильности. Майкрософт не может гарантировать, что эти проблемы можно устранить без переустановки операционной системы, так как объем изменений, которые вносятся утилитами очистки реестра, может быть разным в зависимости от программы.
Майкрософт не поддерживает использование программ очистки реестра.
Корпорация Майкрософт не гарантирует, что неполадки, являющиеся результатом использования утилиты очистки реестра, могут быть устранены. Проблемы, вызванные этими утилитами, могут нанести непоправимый ущерб, и может быть невозможно восстановить утраченные данные.Microsoft
В 2020 году, защитник Windows стал классифицировать бесплатную версию CCleaner как потенциально нежелательное приложение. Как пояснили в Microsoft, это связано с тем, что бесплатная версия устанавливает дополнительный софт сторонних разработчиков, не требующейся для работы самого CCleaner.
Отмечалась слабая функциональность программы по сравнению с аналогами.

### Награды и обзоры
Редакторы CNET отдали CCleaner рейтинг 5/5 звёзд, назвав «highly-recommended» и «a must-have tool», несмотря на незначительные сбои в работе. Кроме того, CCleaner была награждена Editor’s Choice Award в апреле 2009 года.
Редакция Softodrom.ru в целом положительно отнеслась к CCleaner, отметив, что для бесплатной программы это подходящее решение для быстрой очистки компьютера.
Румынский Softpedia отметил в обзоре простоту интерфейса CCleaner. В целом отнеслись положительно, назвав «чудо-продукт для чистки компьютера».
Джина Трапани из Lifehacker.com назвала CCleaner одной из любимых программ для очистки компьютера от мусора.
Британская газета The Independent рекомендовала CCleaner при замедлении работы системы из-за накопившегося мусора.
Британская телерадиокомпания BBC отметила CCleaner полезным приложением для освобождения дискового пространства без форматирования.
Рик Броида из PC World назвал CCleaner популярным инструментом оптимизации Windows и настоятельно рекомендовал создать резервную копию реестра перед использованием.
Ким Командо (англ. Kim Komando) описала возможности CCleaner по очистке следов работы пользователя в системе и предупредила быть осторожным с принудительным автозапуском программ.